# تشارلز ر. بليث
تشارلز ر. بليث (بالإنجليزية: Charles R. Blyth)‏ هو مصرفي الاستثمار ‏ أمريكي، ولد في 31 يوليو 1883 في أوهايو في الولايات المتحدة، وتوفي في 25 أغسطس 1959 في هيلسبورووغ في الولايات المتحدة بسبب سرطان.